# Jaime Lucas Ortega y Alamino
Jaime Lucas Ortega y Alamino (Jagüey Grande, 18 ottobre 1936 – L'Avana, 26 luglio 2019) è stato un cardinale e arcivescovo cattolico cubano.

## Biografia
Studiò per il sacerdozio nel Seminario di San Alberto Magno a Matanzas e nel Seminario dei Padri delle Missioni Estere a Quebec, in Canada. Fu ordinato sacerdote il 2 agosto 1964 dal vescovo Jose Maximino Dominguez-Rodriguez di Matanzas e poi  assegnato a varie parrocchie nella diocesi di Matanzas dal 1964 al 1966. Dal 1967 al 1969 divenne parroco di Jagüey Grande, sua città natale (come tutti i pastori a Cuba, a causa di una grave carenza di sacerdoti in quegli anni dovuta gli arresti di massa, ha servito in parecchie parrocchie e chiese allo stesso tempo) e Pastore della cattedrale di Matanzas assistendo, allo stesso tempo, la parrocchia di Pueblo Nuevo e altre due chiese in campagna. Fu anche presidente della Commissione diocesana della catechesi e realizzò un apostolato attivo con i giovani della diocesi (in quegli anni, che furono ancora più difficili per il lavoro pastorale della chiesa, iniziò un movimento giovanile che includeva, tra le altre forme di apostolato, un campo estivo per i giovani, e un'opera di evangelizzazione attraverso opere teatrali eseguite dallo stesso gioventù).
Dopo l'ordinazione presbiterale del 2 agosto 1964, fu nominato vescovo di Pinar del Río il 4 dicembre 1978.
Divenne poi arcivescovo di San Cristóbal de la Habana dal 21 novembre 1981.
I vescovi della sua nazione lo elessero presidente della Conferenza Episcopale Cubana per due mandati: dal 1988 al 1998 e dal 2001 al 2007 mentre dal 1995 al 1999 fu anche il numero due dell'intero episcopato latino-americano.
Papa Giovanni Paolo II lo innalzò alla dignità cardinalizia nel concistoro del 26 novembre 1994 e fu uno dei cardinali elettori che partecipò sia al conclave del 2005 che elesse papa Benedetto XVI sia al conclave del 2013 che elesse papa Francesco.
Nel luglio 2010 mediò col governo del suo paese per la liberazione di 52 detenuti politici mentre il 28 febbraio 2011 fu nominato membro della Pontificia Commissione per l'America Latina.
Il 26 aprile 2016 papa Francesco accolse la sua rinuncia al governo pastorale dell'arcidiocesi per raggiunti limiti di età. Il 18 ottobre 2016 compì 80 anni e in base a quanto disposto dal motu proprio Ingravescentem Aetatem di papa Paolo VI del 1970, decaddero tutti gli incarichi ricoperti nella Curia romana e con essi il diritto di entrare in conclave.
Morì a L'Avana il 26 luglio 2019 all'età di 82 anni a causa di un tumore del fegato. In seguito ai solenni funerali presieduti due giorni dopo dal suo successore, l'arcivescovo Juan de la Caridad García Rodríguez, presso la cattedrale dell'Immacolata Concezione, venne tumulato all'interno del Cimitero de Cristóbal Colón.

## Genealogia episcopale e successione apostolica
La genealogia episcopale è:
- Cardinale Scipione Rebiba
- Cardinale Giulio Antonio Santori
- Cardinale Girolamo Bernerio, O.P.
- Arcivescovo Galeazzo Sanvitale
- Cardinale Ludovico Ludovisi
- Cardinale Luigi Caetani
- Cardinale Ulderico Carpegna
- Cardinale Paluzzo Paluzzi Altieri degli Albertoni
- Papa Benedetto XIII
- Papa Benedetto XIV
- Papa Clemente XIII
- Cardinale Giovanni Francesco Albani
- Cardinale Carlo Rezzonico
- Cardinale Antonio Dugnani
- Arcivescovo Jean-Charles de Coucy
- Cardinale Gustave-Maximilien-Juste de Croÿ-Solre
- Vescovo Charles-Auguste-Marie-Joseph Forbin-Janson
- Cardinale François-Auguste-Ferdinand Donnet
- Vescovo Charles-Emile Freppel
- Cardinale Louis-Henri-Joseph Luçon
- Cardinale Charles-Henri-Joseph Binet
- Cardinale Maurice Feltin
- Cardinale Jean-Marie Villot
- Arcivescovo Mario Tagliaferri
- Cardinale Jaime Lucas Ortega y Alamino

La successione apostolica è:
- Vescovo José Siro González Bacallao (1982)
- Vescovo Mariano Vivanco Valiente (1987)
- Vescovo Carlos Jesús Patricio Baladrón Valdés (1992)
- Vescovo Alfredo Petit Vergel (1992)
- Vescovo Salvador Emilio Riverón Cortina (1999)
- Vescovo Juan de Dios Hernández Ruiz, S.I. (2006)
- Vescovo Jorge Enrique Serpa Pérez (2007)